# Andrena peridonea
Andrena peridonea is een vliesvleugelig insect uit de familie Andrenidae. De wetenschappelijke naam van de soort is voor het eerst geldig gepubliceerd in 1920 door Cockerell.